# No Shows
No Shows è il secondo singolo del cantante statunitense Gerard Way, estratto dal suo album di debutto Hesitant Alien e pubblicato il 19 agosto 2014.

## La canzone
Il brano viene presentato per la prima volta in onda sull'emittente britannica BBC Radio 1 il 18 agosto 2014. Presenta forti influenze glam rock, shoegaze e soprattutto britpop, dettate proprio dalla volontà del cantante di far "rinascere il britpop in America" con il suo nuovo album.

## Video musicale
Il video realizzato per il brano, il primo ufficiale del cantante come solista, è stato pubblicato il 19 agosto 2014. Registrato a fine luglio sotto la direzione di Jennifer Juniper Stratford, consiste nell'esibizione di Way con la sua band di supporto "The Hormones" durante un fantomatico programma televisivo chiamato Pink Station Zero.

## Formazione
- Gerard Way – voce, chitarra, basso, percussioni
- Ian Fowles – chitarra
- Matt Gorney – basso
- Jarrod Alexander – batteria, percussioni
- Jamie Muhoberac – tastiera
- Jason Freese – corno

## Classifiche
| Classifica (2014)          | Posizione massima |
| -------------------------- | ----------------- |
| Stati Uniti (rock digital) | 42                |